# شهرستان براشوو
شهرستان براشوو (به لاتین: Brașov County) یک شهرستان در رومانی است که در رومانی واقع شده است.

## خصوصیات
شهرستان براشوو ۵٬۳۶۳ کیلومترمربع مساحت و ۵۴۹٬۲۱۷ نفر جمعیت دارد.